# Kipper i Wipper
Kipper i Wipper – nazwa silnego kryzysu monetarnego w Rzeszy Niemieckiej w pierwszym dwudziestopięcioleciu XVII w., której językowe pochodzenie nie jest do końca jasne – na ogół tłumaczone słowami:
- wippe (niem. „waga”) i
- gekippt (niem. „wybieranie cięższych monet”).

Początki kryzysu to schyłek XVI w., gdy dzierżawcy licznych mennic łamali ordynacje mennicze i dla szybkiego zysku bili złą monetę, ograniczając nakłady drobnych nominałów, których koszty bicia były tylko o 10% niższe od produkcji talarów. Popyt na drobną monetę wyrównywały mniejsze mennice, dostarczając gorszych pieniędzy. W podzielonej religijnie Rzeszy napięcie polityczne i przygotowania wojenne również destabilizowały mennictwo – między innymi gromadzono fundusze na wojnę za pomocą psucia własnej monety. Ciągle otwierano nowe mennice – np. w księstwie Anhalt było ich 7, a w hrabstwie Mansfeld (14 km²) wybito na początku XVII w. 1372 rodzaje monet, w tym 970 z czystej miedzi.
Mandaty cesarza Rudolfa II skierowane przeciwko psuciu monety nie były respektowane. Bito nie tylko monety miedziane, ale też mosiężne i ołowiane. Kryzys dotknął również kraje habsburskie, zwłaszcza na początku wojny trzydziestoletniej.
Dopiero cesarski patent menniczy — kalada monetarna Ferdynanda II z 16 XII 1622, zdewaluował kryzysową monetę i stał się punktem zwrotnym.
Na Śląsku okres Kipper i Wipper pozostawił wiele monet, m.in.:
- 24-krajcarówki z lat 1621–1622 bite w: Głogowie, Strzegomiu, Świdnicy, Wrocławiu oraz księstwach:. legnicko-brzeskim, ziębicko-oleśnickim, nyskim i Cieszyńskim,
- 48-krajcarówki legnicko-brzeskie z 1621,
- miedziane złotoryjskie: 1, 2 i 3 halerze z lat 1622–1623, oraz
- legnickie: 1, 2 i 3 halerze bez daty jak i z 1623 r.,
- oleśnickie: 1, 3 i 6 halerzy z lat 1622–1623.